# Danny Ongais
Danny Ongais, ameriški dirkač Formule 1, * 21. maj 1942, Kahului, Maui Island, Hawaii, ZDA, † 26. februar 2022, Anaheim Hills, Kalifornija, ZDA.
Danny Ongais je debitiral v sezoni 1977 na Veliki nagradi ZDA, kjer je odstopil. Na predzadnji dirki sezone za Veliko nagrado Kanade pa je s sedmim mestom le za mesto zgrešil uvrstitev med dobitnike točk, a dosegel svojo najboljšo uvrstitev v karieri. V naslednji sezoni 1978 je nastopil na štirih dirkah, toda dvakrat je odstopil, dvakrat pa se mu ni uspelo kvalificirati na dirko, kasneje pa ni nikoli več dirkal v Formuli 1.

## Popolni rezultati Formule 1
(legenda) (odebeljene dirke pomenijo najboljši štartni položaj, poševne pa najhitrejši krog, †-uvrščen kljub odstopu)
| Leto | Moštvo             | Šasija      | Motor       | 1       | 2       | 3   | 4         | 5   | 6   | 7   | 8   | 9   | 10 | 11  | 12  | 13       | 14  | 15      | 16    | 17  | Prv | Toč |
| ---- | ------------------ | ----------- | ----------- | ------- | ------- | --- | --------- | --- | --- | --- | --- | --- | -- | --- | --- | -------- | --- | ------- | ----- | --- | --- | --- |
| 1977 | Interscope Racing  | Penske PC4  | Cosworth V8 | ARG     | BRA     | JAR | ZZDA      | ŠPA | MON | BEL | ŠVE | FRA | VB | NEM | AVT | NIZ      | ITA | ZDA Ret | KAN 7 | JAP | -   | 0   |
| 1978 | Team Tissot Ensign | Ensign N177 | Cosworth V8 | ARG Ret | BRA Ret | JAR |           |     |     |     |     |     |    |     |     |          |     |         |       |     | -   | 0   |
| 1978 | Interscope Racing  | Shadow DN9  | Cosworth V8 |         |         |     | ZZDA DNPQ | MON | BEL | ŠPA | ŠVE | FRA | VB | NEM | AVT | NIZ DNPQ | ITA | ZDA     | KAN   |     | -   | 0   |